# Курортная улица (Зеленогорск)
Куро́ртная у́лица — улица в городе Зеленогорске Курортного района Санкт-Петербурга. Проходит от Красноармейской улицы до границы с посёлком Комарово. Далее продолжается комаровской Курортной улицей.
Первоначально именовалась Kellomäentie, что с финского языка переводится как Келломякская дорога (Келломяками ранее называлось Комарово, в сторону которого ведет улица). Такое название появилось в 1920-х годах.
Современное наименование дано, вероятно, после войны и отражает курортный характер района.
Курортная улица Зеленогорска и Курортная улица в Комарово не являются единой улицей, поскольку нумерация на них идет в разные стороны — от начала к месту слияния.
Курортная улица по безымянному мосту пересекает 6-й ручей (между Красноармейской и Нижней / Хвойной улицами) и над водопропускной трубой — 3-й ручей.

## Достопримечательности
- Дом 24, литера Ж — дача Богданова. Деревянное здание было построено в начале XX века, в настоящее время входит в состав дома отдыха «Архитектор» и признано выявленным объектом культурного наследия[4].
- Дом 35, литера А — дача Масленникова, деревянный особняк начала XX века[5].

## Перекрёстки
- Красноармейская улица
- Нижняя улица / Хвойная улица
- Улица Восстания
- Александровская улица
- Прямая улица
- Улица Танкистов
- Средняя улица
- Горная улица
- Спортивная улица